# Haumaniastrum
Haumaniastrum és un gènere d'angiospermes que pertany a la família de les lamiàcies. Està compost per 55 espècies.

## Taxonomia
| - Haumaniastrum abyssinicum - Haumaniastrum alboviride - Haumaniastrum bianense - Haumaniastrum buddleoides - Haumaniastrum buettneri - Haumaniastrum callianthum - Haumaniastrum caeruleum - Haumaniastrum chartaceum - Haumaniastrum cordigerum - Haumaniastrum coriaceum - Haumaniastrum coeruleum - Haumaniastrum cubanquense - Haumaniastrum cylindraceum - Haumaniastrum derriksianum - Haumaniastrum desenfansii - Haumaniastrum dilunguense - Haumaniastrum dissitifolium - Haumaniastrum galeopsifolium - Haumaniastrum glabrifolium | - Haumaniastrum glaucescens - Haumaniastrum goetzei - Haumaniastrum gracile - Haumaniastrum graminifolium - Haumaniastrum homblei - Haumaniastrum kaessneri - Haumaniastrum katangense - Haumaniastrum kundelungense - Haumaniastrum lantanoides - Haumaniastrum latifolium - Haumaniastrum lilacinum - Haumaniastrum linearifolium - Haumaniastrum membranaceum - Haumaniastrum minor - Haumaniastrum monocephalum - Haumaniastrum morumbense - Haumaniastrum nyassicum - Haumaniastrum paniculatum - Haumaniastrum polyneurum | - Haumaniastrum praealtum - Haumaniastrum prealtum - Haumaniastrum quarrei - Haumaniastrum robertii - Haumaniastrum rosulatum - Haumaniastrum rupestre - Haumaniastrum semilignosum - Haumaniastrum sericeum - Haumaniastrum speciosum - Haumaniastrum stanneum - Haumaniastrum suberosum - Haumaniastrum timpermanii - Haumaniastrum triramosum - Haumaniastrum uluguricum - Haumaniastrum uniflorum - Haumaniastrum vandenbrandei - Haumaniastrum venosum - Haumaniastrum villosum |